# Visakha
 Visakha, conosciuta anche come Migāramāta (pali: Visākhā; sanscrito: Viśākhā; fl. V secolo a.C.), è stata una ricca aristocratica indiana vissuta al tempo di Gautama Buddha.
È considerata la principale protettrice del Buddha. Fondò il tempio Migāramātupāsāda (che significa "Palazzo di Migaramata") a Savatthi, considerato uno dei due templi più importanti al tempo dello storico Buddha, l'altro è il Monastero di Jetavana.
Visakha nacque in una famiglia importante e benestante in quello che allora era il regno Magadha. Incontrò il Buddha all'età di sette anni quando era in visita nella sua città natale e raggiunse il "sotapanna", uno stadio di illuminazione, dopo averlo sentito predicare. Visakha e la sua famiglia si trasferirono in seguito nella città di Saketa (l'odierna Ayodhya) nel regno di Kosala. Visakha sposò Punnavaddhana quando aveva sedici anni e poi si trasferì a Savatthi per vivere con la famiglia del marito. Convertì al Buddhismo suo suocero, un ricco tesoriere di nome Migāra, ottenendo il soprannome di Migāramāta, letteralmente "madre di Migāra".
Come finanziatrice principale sostenne generosamente il Buddha e la sua comunità monastica per tutta la vita, oltre ad essere stata una delle sue principali collaboratrici nei rapporti con il pubblico. È conosciuta come la discepola laica del Buddha che fu la prima in generosità. Fu la più grande patrona e benefattrice del Buddha insieme alla sua controparte maschile, Anathapindika.

## Sfondo
Nella credenza buddhista, quando un Buddha pienamente illuminato appare nel mondo, ha sempre una serie di discepoli principali che svolgono ruoli diversi. Oltre alla coppia di principali discepoli Arahant come i discepoli maschi di Gautama Buddha Sariputta e Moggallana, e le sue discepole Khema e Uppalavanna, tutti i Buddha hanno anche una serie di principali patroni. Il principale patrono di Gautama Buddha fu Anathapindika, mentre la sua principale patrona Visakha.
Secondo il Canone pāli, al tempo del Buddha Padumattara, Visakha era amica di una laica che era una delle principali fautrici di quel Buddha. In quella vita, la donna vide Padumattara Buddha dichiarare una laica la sua discepola più generosa. Dopo aver sentito questo, la donna prese la decisione di diventare la discepola laica più importante nella generosità di un futuro Buddha e fece buone azioni per molte vite nella speranza di diventarlo. Questo desiderio si avverò al tempo di Gautama Buddha, quando rinacque come Visakha.

## Biografia

### Primi anni di vita

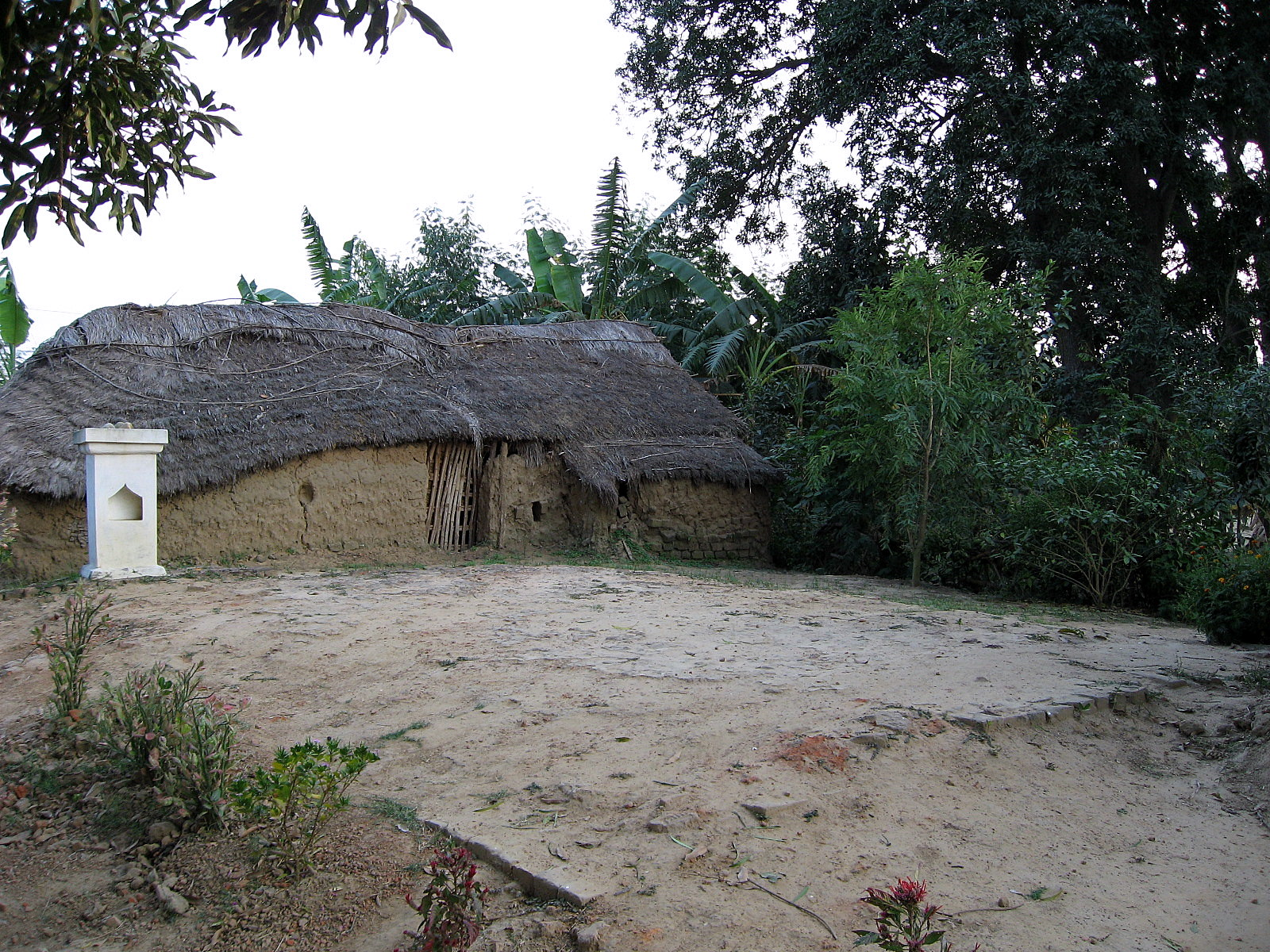
Stupa di Visakha, dove furono sepolte le sue ceneri, a Shravasti

Visakha nacque in una famiglia benestante, nella città di Bhaddiya in Anga, che all'epoca faceva parte del Regno Magadha. Suo padre si chiamava Dhanañjaya e sua madre Sumanā. Secondo la tradizione buddista, la famiglia di Visakha ebbe un merito speciale da suo nonno, Mendaka, avendo egli dato il suo ultimo pasto a un Buddha Pacceka in una vita precedente, un atto di merito a cui partecipò l'intera famiglia. Visakha incontrò Gautama Buddha all'età di sette anni, quando questi era in visita nella sua città natale e con gli insegnamenti del Buddha raggiunse il sotāpanna, uno stadio di illuminazione. Nelle due settimane successive, Mendaka invitò il Buddha e i suoi monaci a mangiare a casa sua ogni giorno.
Visakha si trasferì più tardi quando il re Pasenadi di Kosala sentì parlare di questa famiglia di meriti speciali. Egli chiese a suo cognato, il re Bimbasara, di inviargli alcune delle persone di speciale merito in modo che i suoi sudditi potessero vedere il loro esempio. Re Bimbasara obbedì e fece trasferire Visakha, suo padre e sua madre nella città di Saketa (l'odierna Ayodhya), vicino alla capitale Kosalan di Savatthi.

### Matrimonio
Quando Visakha aveva sedici anni, un ricco tesoriere di nome Migara desiderava trovare una moglie per suo figlio, Punnavaddhana. Tuttavia questi non voleva sposarsi e descrisse una donna, di una bellezza che pensava fosse impossibile trovare, come l'unica che avrebbe sposato. Per questo motivo, Migara assunse un gruppo di bramini per trovare una donna che corrispondesse alla descrizione del figlio. I bramini girarono per molte città finché non trovarono una festa nella città di Saketa. Quando cominciò a piovere, tutti corsero a ripararsi tranne Visakha, che camminò lentamente. Quando i bramini la videro, per prima cosa la ridicolizzarono per essere stata pigra. Tuttavia, Visakha spiegò loro che non correva perché era sgradevole correre per re, elefanti reali, monaci e donne. Spiegò anche che non voleva ferirsi, poiché i vestiti bagnati possono essere riparati, ma se una donna in età da marito si rompesse un arto non potrebbe sposarsi e sarebbe un problema per i suoi genitori. Durante questa conversazione, i bramini notarono che Visakha aveva tutti i tratti descritti da Punnavaddhana e le proposero di seguirli cosa che Visakha accettò.
Il giorno del suo matrimonio suo padre voleva regalarle del bestiame. Dopo averne dati diversi capi affermò che erano abbastanza e chiuse i cancelli. Tuttavia, il bestiame dietro il cancello la seguiva ancora, saltando oltre per raggiungerla. Secondo le scritture buddiste ciò era dovuto al fatto che in un'esistenza precedente, Visakha aveva fatto un'offerta di prodotti lattiero-caseari alla comunità monastica del precedente Buddha, Kassapa. Nonostante gli sforzi dei monaci che le dicevano che i suoi doni erano sufficienti, insisteva per dare di più. Si ritiene che questo merito avesse indotto il bestiame a seguire Visakha, il giorno del suo matrimonio, nonostante gli sforzi per fermarlo.
Dopo il matrimonio, Visakha si trasferì a Savatthi per vivere con la famiglia di suo marito. Entrando in città in piedi sul suo carro, la gente rimase stupita dalla sua bellezza e la inondò di doni di benvenuto. Dopo aver ricevuto i doni, Visakha li ridistribuì alla gente della città in un atto di generosità.

### Famiglia
Dopo che Visakha si trasferì nella casa di suo marito, suo suocero, un seguace del giainismo, fu molto irritato dalla devota fede della nuora verso il buddhismo. Alla fine suo suocero iniziò a cercare di far rompere il matrimonio tra suo figlio e Visakha. Un giorno, quando un monaco era entrato in casa per chiedere l'elemosina, Migara lo ignorò, spingendo Visakha a dire "Passa avanti, Venerabile Signore, mio suocero sta mangiando cibo stantio". Vedendo questa come un'opportunità per sbarazzarsi di lei, suo suocero chiese che Visakha fosse espulsa dalla famiglia. Furono chiamati gli arbitri, ma Visakha spiegò che suo suocero, che mangiava cibo e non guadagnava merito per il futuro, stava usando i meriti passati e non ne guadagnava più, quindi era come se stesse mangiando cibo stantio. Dopo aver sentito questo si convenne che Visakha non aveva mancato di rispetto al suocero. Visakha in seguito convinse Migara a incontrare il Buddha, il che lo portò a raggiungere il "sotapanna", uno stadio di illuminazione. Migara fu così grato del fatto che Visakha lo avesse aiutato a raggiungere uno stadio di illuminazione che la dichiarò sua madre spirituale, guadagnandole il soprannome di Migāramāta, o "madre di Migara". Nel corso del tempo, gradualmente fece diventare tutta la sua famiglia devota buddhista.
Visakha ebbe venti figli, dieci maschi e dieci femmine, e ciascuno dei suoi figli ebbe un numero altrettanto elevato di figli.

### Principale patrona
Secondo i testi buddisti Visakha era la principale patrona del Buddha, insieme ad Anathapindika, ed era responsabile della fornitura del Sangha. I due principali patroni erano anche i principali aiutanti di Gautama Buddha nei rapporti con il pubblico in generale, ed egli spesso si rivolgeva a uno dei due ogni volta che era necessario organizzare qualcosa con la comunità. Visakha visitava regolarmente il Buddha nel pomeriggio per i sermoni di Dhamma ogni volta che si trovava a Savatthi e ogni giorno nutriva un gran numero di monaci a casa sua. Quando usciva di casa, incaricava una delle sue nipoti di fare l'elemosina al suo posto. Il Buddha definì esemplare l'amore di Visakha per il dare e indicò lei come un esempio di benefattore ideale, sia per l'amore del dare che per l'abbondante ricchezza da donare. La mise a confronto con le persone che hanno ricchezza ma non donano, che chiamò poco saggi e paragonò a creatori di ghirlande di fiori che hanno molti fiori ma non hanno le capacità per fare buone ghirlande.
Visakha indossava spesso i suoi abiti e i suoi profumi migliori nei monasteri, anche se in seguito sviluppò una visione dei valori dell'ascetismo e scelse di rinunciare al suo abbigliamento raffinato. Un giorno Visakha perse dei gioielli che vennero trovati da Ananda, che decise di darli a lei. Dopo aver capito cos'era accaduto, Visakha decise di vendere i gioielli e utilizzare il ricavato per rendere merito. Tuttavia, i gioielli erano troppo costosi per essere acquistati da chiunque, quindi li comprò lei stessa con i suoi soldi e mise da parte i soldi per costruire un monastero vicino a Savatthi. Mentre si preparava a iniziare la costruzione del monastero, chiese al Buddha di rimanere a Savatthi durante la costruzione, tuttavia, il Buddha aveva bisogno di insegnare altrove e le lasciò scegliere un monaco che rimanesse con lei durante la costruzione. Visakha scelse Maha Moggallana, la discepola del Buddha eminente nei poteri psichici, per stare con lei e supervisionare la costruzione. Grazie alla supervisione di Maha Moggallana e all'uso dei poteri psichici, il tempio a due piani fu costruito in nove mesi. Il tempio era conosciuto come Monastero di Pubbarama, spesso indicato come Migāramātupāsāda (letteralmente, "Palazzo di Migaramata"). Dopo la costruzione del monastero, ogni volta che soggiornava a Savatthi, il Buddha si alternava tra Migāramātupāsāda e Jetavana, il monastero costruito dal suo principale donatore Anathapindika. In totale, il Buddha trascorse sei stagioni delle piogge nel monastero di Visakha, durante la sua vita, il secondo più grande di qualsiasi altro monastero superato solo da quello di Jetavana.
Secondo le scritture buddiste, dopo la sua morte Visakha rinacque a Nimmānaratī, il quinto regno celeste, come consorte del re deva del regno.

## Eredità
Visakha è considerata una delle figure femminili laiche più importanti al tempo del Buddha e il suo ruolo nelle scritture buddhiste è spesso citato nel determinare l'atteggiamento nei confronti delle donne nel primo buddismo. La studiosa di religioni, Nancy Falk, afferma che "la grande eroina della narrazione buddista non è La fondatrice delle suore, Mahapajapati, come ci si potrebbe aspettare, ma Vishakha una figlia e moglie che apparteneva alla prima comunità e che non prese mai i voti di monaca».
Lo storico L.S. Dewaraja sottolinea il fatto che Visakha indossava spesso i suoi vestiti migliori nei monasteri ad indicare un atteggiamento più liberale nei confronti delle donne nel primo buddismo. Visakha non fu mai punita per i suoi vestiti e solo quando sviluppò personalmente un'intuizione sul non attaccamento al danaro scelse da sola di rinunciare ai bei vestiti. Dewaraja la contrappone ad altre religioni in Asia che generalmente descrivono l'amore per gli ornamenti delle donne pie come "un attributo malvagio". Gli studiosi citano la storia di Visakha come prova di una forte presenza del mecenatismo femminile nel primo buddismo e un'indicazione di un forte valore visto nella presenza di donatori buddisti femminili. In effetti, lo studioso buddhista Peter Harvey nota che la maggior parte delle storie nel Canone pāli, di donatori che rinascono nei regni celesti buddhisti, riguardano le donne.
Vengono spesso tracciati paralleli tra Visakha e il principale benefattore del Buddha, Anathapindika. Lo studioso di religioni Todd Lewis descrive Visakha e Anathapindika come due delle figure più popolari nell'arte buddhista e nella narrazione di storie nella tradizione buddhista asiatica. I due patroni giocarono ciascuno ruoli paralleli, entrambi chiamati a organizzare le cose con la comunità laica, entrambi costruendo importanti templi per il Buddha, ed entrambi perseguendo vari tipi di donazioni per il Sangha. Qualsiasi forma di donazione perseguita da uno dei benefattori veniva eseguita anche dall'altro. Falk li definisce una "coppia abbinata di donatori maschi e femmine 'perfetti'". Harvey afferma che questa relazione parallela simbiotica tra i due principali patroni implica che nessuna forma di dono nel buddismo è specifica per genere.